# Borová, Svitavy
Borová là một làng thuộc huyện Svitavy, vùng Pardubický, Cộng hòa Séc.